# South End, Minnesota
South End är en ort i Clearwater County i delstaten Minnesota, USA.